# 東京都立福生高等学校
東京都立福生高等学校（とうきょうとりつ ふっさこうとうがっこう）は、東京都福生市北田園二丁目に所在する都立高等学校。

## 沿革
- 1955年 - 福生中学校内に多摩高校福生分校（本校の事実上の前身。定時制）開校。
- 1969年11月7日 - 学校用地取得。
- 1970年
  - 7月12日 - 第1期建設工事着工。
  - 12月17日 - 第2期建設工事着工。
- 1971年
  - 1月1日 - 学校設置。多摩高校福生分校内に開設事務所設置。初代校長任命。
  - 3月31日 - 第1期建設工事竣工。
  - 4月1日 - 開校。
  - 11月17日 - 第2期建設工事が竣工し、学校施設が完成。

## 交通
鉄道
- JR青梅線福生駅 徒歩12分

## 著名な出身者
- 山本佑機 - キックボクサー
- 比留間久夫 - 小説家
- 佐々木久行 - プロゴルファー
- 白幡いちほ - タレント（最終未来兵器mofu、劇場版ゴキゲン帝国）